# Rad (film)
Rad è un film del 1986 diretto da Hal Needham. 

## Trama
Cru Jones, è un adolescente pilota di BMX, si trova di fronte a una decisione difficile: qualificarsi per la gara Helltrack o sostenere l'esame per frequentare il college. Cru sceglie la prima opzione per vincere $ 100.000, contro il volere di sua madre.

## Produzione
Il film è stato prevalentemente girato a Cochrane in Ontario e a Calgary nella provincia di Alberta in Canada.

## Distribuzione
Il lungometraggio fu distribuito nel 1986. In alcuni paesi il film è noto con il titolo BMX Hellriders.
Successivamente fu pubblicato nei formati VHS e LaserDisc, diventando uno dei primi dieci video a noleggio per due anni dopo l'uscita del film. Nel 2020 il film è stato restaurato nel formato 4K.

## Colonna sonora
La colonna sonora è stata pubblicata su vinile e audiocassetta, dalla Curb Records alla fine del 1986 ed è composta dai brani:
- Break The Ice - John Farnham
- Riverside - The Beat Farmers
- Wind Me Up - 3 Speed
- Get Strange - Hubert Kah
- Send Me An Angel - Real Life
- Music That You Can Dance To - Sparks
- Baby Come Back - Jimmy Haddox
- Thunder In Your Heart - John Farnham
- With You  - John Farnham